# Ferdinand Konščak
Ferdinand Konščak, (en espagnol : Fernando Consag) né le 2 décembre 1703 à Varaždin et décédé le 10 septembre 1759 à San Ignacio, en Basse-Californie, était un prêtre jésuite croate, missionnaire, explorateur de la Californie, géographe et cartographe.

## Biographie

### Jeunesse et formation
Konscak fait sa scolarisation primaire et secondaire dans sa ville natale avant d’entrer dans la Compagnie de Jésus le 21 octobre 1719 et fait son noviciat à Trencin, en Slovaquie. Il étudie ensuite à Leoben (en Styrie) et fait sa philosophie à Graz en Autriche (1723-1725). Pour son initiation à la pédagogique jésuite il se trouve à Zagreb et Buda (1725-1727). Pour les études de théologie préparatoires au sacerdoce, il se trouve de nouveau à Graz, en Autriche (1727-1729). Par trois fois, entre 1722 et 1728, il s’est offert pour le travail missionnaire dans les Antilles. Mais il est finalement destiné à la ‘Nouvelle-Espagne’ (Mexique). Pour s’y préparer, il continue sa théologie à Cadix, en Espagne, où il est ordonné prêtre en 1730.
Konščak arrive à Veracruz le 19 avril 1731 et y achève le programme de théologie. Sa formation religieuse se termine avec le 'Troisième an' fait au ‘collège Saint-André' de Mexico. En 1733, il est envoyé aux missions de Californie. Ayant sa résidence habituelle à San Ignacio, il sillonnera la région y passant le reste de sa vie.

### Expéditions en Californie
Par décision du Supérieur provincial des jésuites, Cristobal de Escobar, une expédition est organisée le long de la côte orientale de Californie, le 9 juin 1746, pour y établir des postes de défense sur les frontières nord de Pimeria (État de Sonora) et Californie, pour y repousser les incursions des Apaches, des Comanches et autres tribus venant du Nord. Laissant le petit port de San Carlos et remontant vers le nord le groupe d’explorateurs, dont Konščak fait partie, explore avec soin la région de l’embouchure du Colorado (14 juillet) confirmant l’opinion de Eusebio Kino et Juan Maria de Salvatierra suivant laquelle la Basse-Californie est une péninsule et non pas une île.
Konscak tenait un journal détaillé des étapes de ce voyage avec croquis et une carte qui fut reprise dans le célèbre ‘Noticia de la California...’ de Miguel Venegas (publié à Madrid en 1757) bien que d’après Miguel del Barco cette reproduction contient des erreurs.

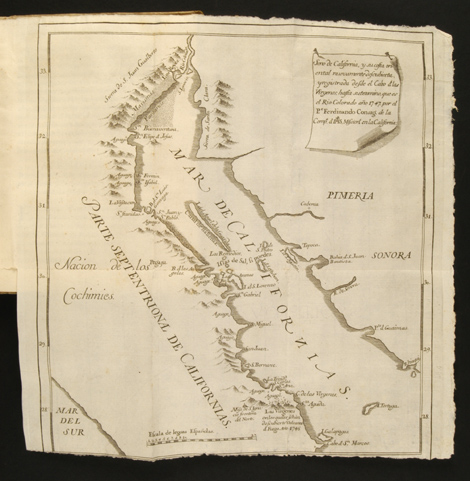
Carte du golfe de Californie, par Konščak.

Nommé en 1748 Supérieur et Visiteur canonique des missions de Californie il n’en demeure pas moins à San Ignacio. En octobre, il écrit une « lettre aux supérieur de la nouvelle-Espagne » dans laquelle il analyse de manière critique la situation et l’avenir des missions de Californie. En mai 1751 il organise une mission exploratoire, cette fois du côté de l’Océan pacifique à la recherche de lieux où l’eau serait plus facilement disponible, ce qui permettrait d’établir davantage de villages. L’exploration fut très difficile en raison de l’aridité du terrain mais positive car elle permit la fondation d’un nouveau poste missionnaire la ‘Mission Sainte-Gertrude’. Les détails de ce voyage sont connus grâce à un précieux ‘journal’, publié plus tard dans l’œuvre de Jose Ortega et Juan A. Balthazar intitulée ‘Apostólicos afanes de la Compañía de Jesús en su provincia de México’ et publiée en 1754.
Son troisième voyage d’exploration (en 1753) le conduit vers l’Ouest dans la région du 31e parallèle. Comme d’habitude, il consigna dans un ‘journal’ ses observations mais ce texte est perdu. Néanmoins la lecture de l’œuvre de l’historien Francisco J. Clavijero intitulée ‘Historia de la Antigua o Baja California’ donne à penser que l’auteur eut le journal de Konščak sous les yeux et qu’il l’utilisa comme source principale.
Supérieur de la mission de San Ignacio en 1755, Konščak est de nouveau Supérieur régional et visiteur des missions de Californie en 1758. Le missionnaire et grand explorateur meurt à San Ignacio le 10 septembre 1759.

## Opinion de Clavijero
Après sa mort, l’écrivain sobre et historien critique qu’est Clavijero ne peut cacher son admiration pour le père Ferdinand Konščak «un homme qui s’est donné entièrement au bien-être matériel et spirituel des californiens, se consacrant à la recherche de meilleures opportunités économiques pour la péninsule». Clavijero note qu’il n’était pas rare, après la mort du missionnaire-explorateur, que des californiens donnent le nom de ‘Consag’ à leur enfant au moment du baptême.  

## Écrits
- Derrotero del viaje en descubrimiento de la costa oriental de California hasta el Río Colorado..., dans Venegas-Burriel: Noticia de la California y de su conquista temporal y espiritual, Mexico, 1944, vol.3, pp.91-120.
- El Diario del viaje que hizo el P..., entre la Sierra Madre y el Océano, dans J. Ortega et J.A. Balthasar: Apostólicos afanes de la Compañía de Jesús en su provincia de México, Barcelona, 1754, pp.387-422.
- Vida y muerte del P. Antonio Tempis, jesuita misionero de California, Mexico, 1748.